# 1820 у літературі

## Твори
- Вальтер Скотт опублікував історичний роман «Айвенго» 1819 року, але книга датована 1820.
- Олександр Пушкін опублікував поему «Руслан і Людмила».
- Адам Міцкевич написав «Оду молодості».

## Народилися
- 28 листопада — Фрідріх Енгельс, німецький письменник (пом. 1895)
- 5 грудня (н.ст.) — Афанасій Фет, російський поет